# Trochäus
Der Trochäus (altgriechisch τροχαῖος trochaios „laufend“, „schnell“, lateinisch trochaeus; Plural Trochäen) ist in der quantitierenden antiken Verslehre ein aus zwei Verselementen bestehender Versfuß, bei dem einem Longum (lang/schwer) ein Breve (kurz/leicht) folgt, notiert als —◡. Sein metrisches Gegenstück ist der Jambus (◡—).  

## TrochäusundChoreus
Der Trochäus wurde gelegentlich auch Choreus (χορεῖος choreios „zum Tanz gehörig“) genannt, beispielsweise bei Cicero. Choreus bzw. Chorius erscheint bei Diomedes Grammaticus allerdings auch als Bezeichnung für den dreisilbigen Tribrachys (◡◡◡).
Umgekehrt erscheint in Ciceros Orator Trochäus auch als Bezeichnung des Tribrachys. Er erwähnt an einer Stelle unter Bezug auf Aristoteles, dass Trochäus und Choreus die gleiche Länge hätten, was zutrifft, da —◡ und ◡◡◡ drei Moren zählen. Die Verwirrung bzw. Identifikation der beiden Füße könnte dadurch entstanden sein, dass man sich ◡◡◡ als durch Auflösung der Länge in —◡ in eine Doppelkürze entstanden dachte. Weiter unten erwähnt Cicero den Dichoreus, der aus zwei Choreen bestehe und die Gestalt —◡—◡ habe, kurz darauf sagt er dann, dass der Choreus aus drei Kürzen bestehe. Die Frage, welchen Versfuß Aristoteles, Cicero und andere jeweils meinten, wenn sie von Trochäus bzw. Choreus sprachen, konnte bis heute nicht befriedigend in allen Details geklärt werden. Die Bezeichnung Choreus als Synonym für Trochäus hat sich im Namen des Chorjambus (—◡◡—, also Choreus —◡ plus Jambus ◡—) erhalten.

## Realisierung
In der antiken Dichtung erscheint der Trochäus in ambivalenter Form mit einem Anceps (×) an zweiter Stelle:
—×
Er kann also nicht nur als —◡, sondern auch spondeisch als —— und daktylisch als —◡◡ realisiert werden.
Für den Trochäus gilt Dipodie, das heißt, das Metron, das Grundelement, als das der Trochäus in der antiken Metrik erscheint, besteht aus zwei Versfüßen, gebildet nach dem Schema:
—◡—×
In einem aus Trochäen gebildeten Versmaß werden daher die ungeradzahligen Versfüße in der Regel mit einem elementum breve (◡) am Ende gebildet sein, während die geradzahligen Füße ambivalent, also mit elementum anceps enden. Das letzte Element im Versmaß ist meist indifferent (◠).
In der akzentuierenden Metrik moderner Sprachen wie dem Deutschen fehlt dem Trochäus die Ambivalenz und er wird regelmäßig nach dem Schema —◡ (bzw. x́x in der Heuslerschen Notation) gebildet, das heißt, dass er stets aus zwei Silben besteht, wobei die erste betont und die zweite unbetont ist.
Als Wortfuß ist der Trochäus im Deutschen häufig. Beispiele sind „Vater“, „loben“ und „freundlich“ (die Hebungen sind durch Unterstreichung der entsprechenden Silben kenntlich gemacht).

## Trochäische Versmaße

### Antike Dichtung
Trochäische Versmaße sind in der antiken Metrik:
- Trochäische Dipodie (tr2) bzw. trochäischer Monometer:

—◡ˌ—◠
- Trochäische Tripodie (tr3), besser bekannt als Ithyphallikos (ith):

—◡ˌ—×ˌ—◠
- Trochäischer Quaternar (tr4) bzw. trochäischer Dimeter (trd):

—◡ˌ—×ˌ—◡ˌ—◠, auch katalektisch (tr4c) als —◡ˌ—×ˌ—◡ˌ◠
Der katalektische Dimeter ist als Kolon auch unter der Bezeichnung Lekythion bekannt.

- Trochäischer Septenar (tr7) mit Zäsur ( ‖ ) nach dem vierten Fuß:

—◡ˌ—×ˌ—◡ˌ—◠ ‖ —◡ˌ—×ˌ—◡ˌ◠
- Trochäischer Oktonar (tr8), ebenfalls mit Zäsur nach dem vierten Fuß:

—◡ˌ—×ˌ—◡ˌ—◠ ‖ —◡ˌ—×ˌ—◡ˌ—◠
- Katalektischer trochäischer Tetrameter (trqc)

—◡—×ˌ—◡—×ˌ—◡—×ˌ—◡—

### Neuzeitliche Dichtung
In der akzentuierenden Metrik moderner Sprachen wie dem Deutschen verliert der Trochäus seine Ambivalenz. Die trochäischen Versmaße sind daher entsprechend regelmäßig und können allein durch die Zahl der Hebungen bestimmt werden. Man spricht daher zum Beispiel im Deutschen eher von trochäischem Vierheber, Fünfheber usw.
Die Bildung trochäischer Verse im Deutschen ist relativ einfach, da zahlreiche zweisilbige Worte trochäische Wortfüße bilden, mit denen sich leicht trochäische Rhythmen bilden lassen.
Zweisilbige Wörter sind somit meist trochäisch.

#### Trochäische Versmaße im Deutschen
Obwohl zahlreiche deutsche Wörter von ihrer natürlichen Betonung her trochäisch sind, sind dennoch jambische Versmaße bei weitem die am häufigsten verwendeten in der deutschen Dichtung. Einer der Gründe ist, dass mit einem vorangestellten Funktionswort wie zum Beispiel dem Artikel sich sofort ein jambischer Ansatz ergibt („Vater“ → „der Vater“).
Trotzdem sind trochäische Verse im Deutschen durchaus nicht selten. Bekannte Beispiele solcher trochäische Versmaße sind:

Trochäischer Dreiheber
Im Deutschen ist der trochäische Dreiheber relativ selten und erscheint praktisch nur als Kolon oder als brachykatalektisch verkürzter Vers in einer sonst vierhebigen Strophe.
Schema: —◡ˌ—◡ˌ—(◡)
Als Beispiel die erste Strophe des bekannten Schüttelreimgedichts Die Rabenklippen:
Auf den Rabenklippen

Bleichen Knabenrippen

Und der Mond scheint finster durch's Gewölk.

Rings im Kringel schnattern

Schwarze Ringelnattern

Und der Uhu naht sich mit Gebölk.
In dem Gedicht aus sechs sechszeiligen Strophen besteht jede Strophe aus paarweise schüttelreimenden trochäischen Dreihebern im 1., 2., 4. und 5. Vers und katalektischen Vierhebern in den 3. und 6. Versen, die ein normales Reimpaar bilden.
Ein weiteres Beispiel, in dem der Dreiheber als Verkürzung des Vierhebers erscheint, ist die erste Strophe von Max Goldts Könnten Bienen fliegen:
Könnten Bienen fliegen

herrschte Pracht in jedem Garten

doch sie fahren Bahn und kriegen

Streit am Fahrscheinautomaten.
Hier ist der erste Vers der vierzeiligen Strophe gegenüber den restlichen drei Vierhebern zum Dreiheber verkürzt.

Trochäischer Vierheber
In der deutschen Dichtung wird der trochäische Vierheber oft zur Nachbildung romanischer Versmaße verwendet, so von Herder in seiner Nachdichtung des spanischen Nationalepos vom Cid
Als Vers der Romanzenstrophe vor allem bei den Romantikern sehr beliebt.
Schema: —◡ˌ—◡ˌ—◡ˌ—(◡)

Trochäischer Fünfheber
Besser bekannt als Serbische Trochäen nach einem in der serbischen Volksdichtung verbreiteten ungereimten katalektischen Zehnsilbler, der ebenfalls von Herder im Deutschen eingeführt wurde.
Schema: —◡ˌ—◡ˌ—◡ˌ—◡ˌ—(◡)
Als Beispiel die ersten Verse des Gedichts Tristan von August von Platen
Wer die Schönheit angeschaut mit Augen,

Ist dem Tode schon anheimgegeben, […]
Längere Formen

Längere Formen trochäischer Verse sind im Deutschen extrem selten, was daran liegen mag, dass durch das häufige Zusammenfallen von Wortgrenze und Versgrenze die Neigung groß ist, einen trochäischen Sechs- oder Achtheber in zwei gleich lange Halbverse zu zerlegen. Das wird merklich in den Übersetzungen spätantiker trochäischer Tetrameter, die meist als Vierheber übersetzt werden. Ein Beispiel eines katalektischen trochäischen Sechshebers ist das Gedicht Der Krieg I von Georg Heym. Hier die erste Strophe:
Aufgestanden ist er, welcher lange schlief,

Aufgestanden unten aus Gewölben tief.

In der Dämmrung steht er, groß und unerkannt,

Und den Mond zerdrückt er in der schwarzen Hand.
Ein Beispiel eines katalektischen trochäischen Achthebers findet sich in dem Sonett Ewige Freude der Außerwehlten von Andreas Gryphius, hier die ersten beiden Verse:
O! wo bin ich! O was seh’ ich / wach ich! treummt mir? wie wird mir?

JEsu! welcher Wollust Meer / überschwemmt mein frölich Hertz
Hier sieht man die stark ausgeprägte Dihärese, die den Achtheber de facto in zwei Vierheber zerlegt.
Ganz in trochäischen Achthebern verfasst sind die Spaziergänge eines Wiener Poeten von Anastasius Grün.
Verse wechselnder Länge
Häufig werden in deutschen Gedichten Strophen aus trochäischen Versen unterschiedlicher Länge gebaut. Als Beispiel das bekannte Gedicht Er ist's von Eduard Mörike:
Frühling läßt sein blaues Band

Wieder flattern durch die Lüfte;

Süße, wohlbekannte Düfte

Streifen ahnungsvoll das Land.

Veilchen träumen schon,

Wollen balde kommen.

– Horch, von fern ein leiser Harfenton!

Frühling, ja du bist's!

Dich hab ich vernommen!
Es hat drei- und vierhebige Verse und auch einen fünfhebigen Vers. Davon enden der erste, vierte, fünfte, siebte und achte männlich, also mit einer betonten Silbe. Da im trochäischen Gedicht das Enden mit einer betonten Silbe keinen vollständigen letzten mehr ergibt, sind diese Verse auch katalektisch.

#### Stellung des Trochäus im Deutschen
Die Taktreihe
x́x | x́x | x́x | x́
in der Heuslerschen Schreibweise lässt sich sowohl als katalektisch trochäisch
—◡ˌ—◡ˌ—◡ˌ—◡ˌ—
als auch als akephal jambisch
—ˌ◡—ˌ◡—ˌ◡—ˌ◡—
interpretieren. Man hat daher den fehlenden Auftakt als Kennzeichen des trochäischen Versmaßes ausgemacht und diesem dementsprechend einen fallenden Rhythmus zugeschrieben, weshalb nach einem Vorschlag von Ivo Braak der Trochäus im Deutschen besser als Faller bezeichnet werden sollte. Gerhard Storz hat diese Bezeichnung als irreführend kritisiert, da
„mit Hebung und Senkung keineswegs ein Wechsel der Tonhöhe verbunden ist“. Storz meint im trochäischen Vers weiterhin „eine gewisse Beschwingtheit […], die durch das Drängen auf den Anfang zu verursacht wird“ wahrnehmen zu können.
Heusler sah im Trochäus den Grundtakt der deutschen Sprache und Ulrich Pretzel schlug dieser Linie folgend vor, nur „Trochäen mit und ohne Auftakt“ zu unterscheiden.
Auch Wolfgang Kayser macht den Unterschied am Auftakt fest:
„Es ist gewiß seltsam, aber unleugbar, daß der kleine Unterschied des vorhandenen oder fehlenden Auftaktes, denn darauf läuft praktisch der Unterschied zwischen den beiden Geschwistern hinaus, dem Vers einen völlig anderen Charakter gibt.“
Das hält Otto Knörrich für falsch und verweist darauf, „daß der Rhythmus eines Verses nicht nur vom Metrum bestimmt wird, sondern vor allem auch von Faktoren wie dessen sprachlicher Realisation und dem Verhältnis zwischen Wortfüßen und Versfüßen.“
Tatsächlich entsteht durch eine allzu regelmäßige und allzu vorhersehbare Übereinstimmung von Wort- und Versfüßen ein Effekt, den Heinrich Heine als „Klappern“ bezeichnete. In einem Brief an Immermann schrieb er, dass es nicht wünschbar sei, „daß die Wörter und die Versfüße immer zusammenklappen, welches bei vierfüßigen Trochäen immer unerträglich ist, nämlich wenn nicht just das Metrum sich selbst parodieren soll“. Den Effekt sieht man deutlich, wenn man den ersten Vers von Goethes Zauberlehrling
Hat der alte Hexenmeister … (—◡—◡—◡—◡, trochäischer Vierheber)
mit dem ersten Vers von Heines Nachtgedanken
Denk ich an Deutschland in der Nacht … (◡—◡—◡—◡—, jambischer Vierheber)
vergleicht. Der Unterschied liegt hier nicht in einer rhythmischen Zauberwirkung des Auftakts, sondern darin, dass im pseudonaiven Vers Goethes der Rhythmus nach den ersten vier Silben klar ist und klar bleibt, während bei Heine es nach den ersten drei Silben nicht klar ist, welcher Rhythmus sich etablieren wird, da z. B. das relative Gewicht von „denk“ und „ich“ ungefähr gleich ist. Es könnte auch ganz anders weiter gehen:
Denk ich an Glaube und Hoffnung und Liebe … (—◡◡—◡◡—◡◡—◡)
Oder:
Denk ich an den alten Sack … (—◡—◡—◡—)
Es ist jedenfalls so, dass der jambische Vers gegenüber dem trochäischen im Deutschen die mit sehr großem Abstand häufigste Versform ist und die Domänen des trochäischen Verses die sich harmlos gebende Satire und humoristische Dichtung und der naive Ton im Volksliedhaften sind.